# Stephanie (film, 2017)
Pour plus de détails, voir Fiche technique et Distribution.
Stephanie est un film d'horreur américain réalisé par Akiva Goldsman, sorti en 2017.

## Synopsis
Abandonnée par ses parents dans une maison isolée, une petite fille, Stephanie, ne doit sa survie qu'à du smoothie et à son jouet en forme de tortue. Lorsque sa mère et son père reviennent, ils sont bien déterminés à la sauver de ses démons intérieurs. Car Stephanie semble être possédée par des forces démoniaques et dotée de pouvoirs télékinétiques.

## Fiche technique
Sauf indication contraire, les informations mentionnées dans cette section peuvent être confirmées par la base de données cinématographiques IMDb,  présente dans la section « Liens externes ».
- Titre original et français : Stephanie
- Réalisation : Akiva Goldsman
- Scénario : Ben Collins et Luke Piotrowski
- Musique : Nathan Whitehead
- Photographie : Antonio Riestra
- Montage : Wayne Wahrman et Timothy Alverson
- Production : Jason Blum, Ellen Goldsmith-Vein, Adrienne Biddle et Matthew Kaplan
- Sociétés de production :  Blumhouse Productions et Gotham Group
- Société de distribution : Universal Pictures
- Pays d'origine :  États-Unis
- Langue originale : anglais
- Genre : horreur
- Durée : 86 minutes
- Dates de sortie : 
  - États-Unis : 27 avril 2017 (Overlook Film Festival) ; 17 avril 2018 (DVD)
  - France : 4 septembre 2018 (DVD)

## Distribution
- Frank Grillo : le père de Stephanie
- Anna Torv : la mère de Stephanie
- Shree Crooks : Stephanie
- Jonah Beres : Paul
- Lausaundra Gibson : la reporter télé
- Samantha Smith : le docteur

## Accueil
Le film est sélectionné et projeté le 27 avril 2017 au Overlook Film Festival. Il sort le 17 avril 2018 en vidéo à la demande avant qu'il ne sorte le 1er mai 2018 en DVD.